# Група армии „Г“
Германската Група армии „Г“ (на немски: Heeresgruppe G) воюва на Западния фронт през Втората световна война, и също така е част от OB WEST (Командирен-щаба на Западния фронт).

## История
Група армии „Г“ е сформирана на 10 май 1944 година от 1-ва и 19-а армия, за отбраната на южния бряг на Франция. Когато съюзническият десант стартирал от 15 август тя е имала наличен състав от 11 дивизии, с който воюва във Франция южно от Лоара. След провала на немците в Нормандия, за да се избегне обкръжението им, командването на групата армии предприело оттегляне на североизток до границата на Германия. В течение на нещата 1-ва армия се наложило да се оттегли няколко седмици по-рано, за да се опита да удържи отбраната на река Сена югоизточно от Париж, а на 19-а армия и е наредено да се придвижи към планинския масив Вогези в североизточна Франция, и с началото на август да се присъедини към 5-а танкова армия, която също била включена в група армии „Г“, така че да могат да организират силна контра-атака срещу американската 3-та армия, която не донесла никакъв успех за германците. По-късно обаче танковата армия отново се върнала в група армии „Б“, а през ноември войските на група армии „Г“ се преместили в областите Елзас и Лотарингия. С идването на януари 1945 г. групата армии заедно с група армии „Оберрейн“, която е била включена в състава на 19-а армия, опитват последни офанзивни операции в района на Елзас и Лотарингия срещу американската 7-а армия.
В оставащите месеци до края на войната група армии „Г“, състояща се наполовина от зле въоръжени батальони на новосъздадения Фолксщурм, и със значително по-малък числен състав от врага си, воюва в областите на Вюртемберг и Бавария. На 5 май 1945 г. командването на групата армии подписало капитулация пред американското командване в град Хар, близо до Мюнхен.

## Състав на групата армии
- 1-ва армия (10 май – август 1944, септември 1944 – април 1945)
- 19-а армия (10 май – 31 декември 1944, 19 февруари – 8 май 1945)
- 5-а танкова армия (18 август – 22 септември 1944)
- 7-а армия (април 1945)

## Командващи групата армии
- Йоханес Бласковиц (10 май – 21 септември 1944)
- Херман Балк (21 септември – 24 декември 1944)
- Йоханес Бласковиц (24 декември 1944 – 28 януари 1945)
- Паул Хаусер (28 януари – 4 април 1945)
- Фридрих Шулц (4 април – 10 май 1945)